# Ų̈̌
Ų̈̌ (minuscule : ų̈̌), appelé U tréma caron ogonek, est une lettre latine qui a été utilisée dans l’écriture du tutchone du Sud.
Il s’agit de la lettre U diacritée d’un tréma, d’un caron et d’un ogonek.

## Usage informatique
Le U tréma caron ogonek peut être représenté avec les caractères Unicode suivants : 
- précomposé et normalisé NFC (latin étendu A, diacritiques) :

| formes    | représentations | chaînes de caractères | points de code       | descriptions                                                         |
| --------- | --------------- | --------------------- | -------------------- | -------------------------------------------------------------------- |
| capitale  | Ų̈̌               | Ų◌̈◌̌                   | U+0172 U+0308 U+030C | lettre majuscule latine u ogonek diacritique tréma diacritique caron |
| minuscule | ų̈̌               | ų◌̈◌̌                   | U+0173 U+0308 U+030C | lettre minuscule latine u ogonek diacritique tréma diacritique caron |

- décomposé et normalisé NFD (latin de base, diacritiques) :

| formes    | représentations | chaînes de caractères | points de code              | descriptions                                                                     |
| --------- | --------------- | --------------------- | --------------------------- | -------------------------------------------------------------------------------- |
| capitale  | Ų̈̌               | U◌̨◌̈◌̌                  | U+0055 U+0328 U+0308 U+030C | lettre majuscule latine u diacritique ogonek diacritique tréma diacritique caron |
| minuscule | ų̈̌               | u◌̨◌̈◌̌                  | U+0075 U+0328 U+0308 U+030C | lettre minuscule latine u diacritique ogonek diacritique tréma diacritique caron |